# Taenaris unipupillata
Taenaris unipupillata är en fjärilsart som beskrevs av Hans Fruhstorfer 1905. Taenaris unipupillata ingår i släktet Taenaris och familjen praktfjärilar. Inga underarter finns listade i Catalogue of Life.